# Andrianowka (Medwenka)
Andrianowka (russisch Андриановка) ist ein Dorf (derewnja) in der Oblast Kursk in Russland. Es gehört zum Rajon Medwenka und zur Landgemeinde (selskoje posselenije) Wyssokski selsowjet.

## Geographie
Der Ort liegt gut 26 km Luftlinie südwestlich des Oblastverwaltungszentrums Kursk im südwestlichen Teil der Mittelrussischen Platte, 17 km nordwestlich des Rajonverwaltungszentrums Medwenka sowie 12 km vom Sitz des Dorfsowjet – Wyssokoje und 64 km von der Grenze zwischen Russland und der Ukraine entfernt am Fluss Worobscha (linker Nebenfluss des Seim).

### Klima
Das Klima im Ort ist wie im Rest des Rajons kalt und gemäßigt. Es gibt während des Jahres eine erhebliche Niederschlagsmenge. Dfb lautet die Klassifikation des Klimas nach Köppen und Geiger.

## Bevölkerungsentwicklung
| Jahr | Einwohner |
| ---- | --------- |
| 2002 | 16        |
| 2010 | ▼0        |

Anmerkung: Volkszählungsdaten

## Verkehr
Andrianowka liegt 8,5 km von der Fernstraße föderaler Bedeutung M2 „Krim“ (ein Teil der Europastraße E105), 7 km von der Straße regionaler Bedeutung 38K-004 (Djakonowo – Sudscha – Grenze zur Ukraine), 1 km von der Straße interkommunaler Bedeutung 38N-094 (38K-004 – Plotawa) und 14 km vom nächsten Bahnhof Djakonowo (Eisenbahnstrecke Lgow-Kijewskij – Kursk) entfernt.
Der Ort liegt 107 km vom internationalen Flughafen von Belgorod entfernt.